# Кубаш
Кубаш (на турски: Kubaş) е село в Мала Азия, Турция, Вилает Балъкесир.

## История
В 19 век Кубаш е едно от селата на малоазийските българи.
Българското население на Кубаш се изселва през 1914 година.